# Лаффит, Пьер
Пьер Лаффи́т (фр. Pierre Laffitte;  18 февраля 1823 года, Béguey — 4 января 1903 года, Париж) — французский философ-позитивист; ученик Огюста Конта.

## Биография
Профессор математики в Париже; ученик Огюста Конта и один из 13 исполнителей его завещания. После распада школы учителя примкнул к партии позитивной религии. В 1892 году назначен профессором в Коллеж де Франс на вновь учреждённую кафедру всеобщей истории наук.

## Издания
В 1878 году основал двумесячник «Revue occidentale», орган позитивизма для Франции и Запада. 
В своих «Grands Types de l’humanité» (1875—1876, с продолжением в журнале «Revue occidentale») Лаффит изображал творцов религии, героев цивилизации, представителей католицизма от св. Павла до Боссюэ и т. п. Он желал бы, чтобы Париж стал религиозной метрополией мира и устраивал празднование памяти всех этих героев. 
Издал также читавшийся им курс морали. 
В небольшой брошюре «Révolution française» (1880) защищал предложение Огюста Конта считать 1789 год началом новой эры и с большим жаром оправдывал революцию.